# Хаммам Сулеймание
Хаммам Сулеймание — историческая турецкая баня-хаммам в Стамбуле. Является частью комплекса мечети Сулеймание. Здание построено в XVI веке.

## История и архитектура
Хаммам был возведён в 1557 году турецким архитектором Мимаром Синаном на холме с видом на залив Золотой Рог. Название хаммаму было дано в честь султана Сулеймана Великолепного, по указанию которого велось строительство. Здание имеет арки и купола, стены украшены сложной мраморной инкрустацией.
В Стамбуле этот хаммам неофициально называют «баней металлистов», потому что многие рабочие с близлежащих литейных заводов часто посещали его.
Сулеймание состоит из трёх секций: холодной, тёплой и горячей. Температура в горячей секции может достигать 40…60 °C.
В 2001 году хаммам был восстановлен для обслуживания, в основном туристов. Это единственный хаммам в Стамбуле, где предполагается парное посещение, мужчины и женщины моются вместе. При этом женщин также обслуживает мужской персонал. В учреждении сохранились частные кабинеты, один из которых в своё время резервировался для султана, а позже использовался для высокопоставленных богословов.